# 加萊納 (馬里蘭州)
加萊納（英語：Galena）是一個位於美國馬里蘭州肯特縣的市鎮。

## 人口
根據2020年美國人口普查的數據，加萊納的面積為0.93平方千米，當中陸地面積為0.93平方千米，而水域面積為0.00平方千米。當地共有人口539人，而人口密度為每平方千米580人。